# Sheffield & Hallamshire County Senior Football League
De Sheffield & Hallamshire County Senior League is een Engelse regionale voetbalcompetitie. Er zijn 3 divisies en de eerste divisie bevindt zich op het 13de niveau in de Engelse voetbalpiramide. De league is leverancier voor de Central Midlands Football League.